# Considered Dead
Considered Dead (с англ. — «Признанный мёртвым») — дебютный полноформатный альбом канадской дэт-метал группы Gorguts. Альбом был выпущен 8 октября 1991 года на лейбле Roadrunner Records, с которым группа подписала контракт после выпуска своего демо 1990 года ... And Then Comes Lividity. На трёх треках альбома в записи принимал участие  вокалист Cannibal Corpse Крис Барнс, а также Джеймс Мерфи, в своё время игравший с Death, Obituary и Testament, исполнил гитарное соло для последнего трека. В следующем году группа приняла участие в американском туре "Blood, Guts and Gore" вместе с Cannibal Corpse и Atheist.
В 2004 году Considered Dead переиздан в виде ремастера и выпущен в паре со вторым альбомом группы The Erosion of Sanity как часть альбома Roadrunner Two from the Vault в 2004 году. Позже он был переиздан в 2006 году с двумя демо-треками.

## Список композиций
| №                   | Название                                                  | Перевод                               | Длительность |
| ------------------- | --------------------------------------------------------- | ------------------------------------- | ------------ |
| 1.                  | «...And Then Comes Lividity» (Инструментальная)           | «...И затем появляются трупные пятна» | 0:44         |
| 2.                  | «Stiff and Cold»                                          | «Окоченевший и холодный»              | 4:25         |
| 3.                  | «Disincarnated»                                           | «Бесплотный»                          | 4:29         |
| 4.                  | «Considered Dead»                                         | «Признанный мёртвым»                  | 3:34         |
| 5.                  | «Rottenatomy» (Приглашённый вокал Криса Барнса)           | «Гнилая анатомия»                     | 4:46         |
| 6.                  | «Bodily Corrupted» (Приглашённый вокал Криса Барнса)      | «Телесно гниющий»                     | 3:42         |
| 7.                  | «Waste of Mortality» (Инструментальная)                   | «Отходы летальности»                  | 4:38         |
| 8.                  | «Drifting Remains»                                        | «Дрейфующие останки»                  | 3:44         |
| 9.                  | «Hematological Allergy» (Приглашённый вокал Криса Барнса) | «Гематологическая аллергия»           | 4:11         |
| 10.                 | «Inoculated Life» (Гитарноё соло Джеймса Мерфи)           | «Привитая жизнь»                      | 3:52         |
| Общая длительность: | Общая длительность:                                       | Общая длительность:                   | 38:51        |

### Переиздание 2006 года
| №   | Название                             | Длительность |
| --- | ------------------------------------ | ------------ |
| 11. | «Considered Dead» (demo bonus track) | 3:36         |
| 12. | «Rottenatomy» (demo bonus track)     | 4:47         |

## Участники записи
- Люк Лемэй — акустическая гитара, ритм-гитара, соло-гитара, вокал, дизайн и концепция альбома
- Сильвен Марку — соло-гитара
- Эрик Жигере — бас-гитара
- Стефан Провенчер — ударные
- Крис Барнс — приглашённый вокал на «Bodily Corrupted», «Rottenatomy» and «Hematological Allergy»
- Джеймс Мерфи — гитарное соло на «Inoculated Life»